# Graham Hancock
Graham Hancock, investigador i escriptor, va néixer a Edimburg l'any 1950, és un escriptor britànic que promou idees pseudocientífiques sobre civilitzacions antigues i terres perdudes hipotètiques. Hancock proposa que una civilització avançada amb tecnologia espiritual va existir durant l’última edat de gel fins que va ser destruïda per impactes de cometes fa uns 12.900 anys, a l’inici del període conegut com a Dryas recent. Especula que els supervivents d’aquest cataclisme van transmetre els seus coneixements a caçadors-recol·lectors arreu del món, cosa que hauria donat lloc a les primeres civilitzacions conegudes (com ara l’antic Egipte, Sumer i Mesoamèrica).
Nascut a Edimburg, Hancock va estudiar sociologia a la Universitat de Durham abans de treballar com a periodista en diversos diaris i revistes britàniques. Els seus tres primers llibres tracten sobre desenvolupament internacional, inclòs Lords of Poverty (1989), una crítica ben rebuda sobre la corrupció dins el sistema d’ajuda al desenvolupament. A partir de The Sign and the Seal (1992), va canviar de focus per centrar-se en relats especulatius sobre la prehistòria humana i civilitzacions antigues, temes sobre els quals ha escrit una dotzena de llibres, especialment Fingerprints of the Gods i Magicians of the Gods.
Diversos experts han descrit les investigacions de Hancock sobre proves arqueològiques, mites i documents històrics com a semblants, només en aparença, al periodisme d’investigació, però mancats de precisió, consistència i imparcialitat. El seu treball ha estat qualificat de pseudoarqueologia i pseudohistòria, ja que es considera que està esbiaixat cap a conclusions preconcebudes, ignorant el context, tergiversant fonts, seleccionant només dades favorables i ometent proves crítiques que les contradiuen. L’antropòleg Jeb Card ha descrit els escrits de Hancock com a paranormals i la seva idea d’una civilització de l’edat de gel com una narrativa mitològica moderna. Aquesta, a causa de l’èmfasi en un suposat coneixement secret i espiritual (incloent-hi habilitats psíquiques i la comunicació amb ànimes i "éssers no físics poderosos" mitjançant l’ús de psicodèlics), és incompatible amb el mètode científic arqueològic.
Hancock es presenta a si mateix com un heroi cultural que lluita contra el "dogmatisme" dels acadèmics, i defensa que el seu treball és més vàlid que l’arqueologia professional, tot presentant-lo com un camí cap a una comprensió real de la realitat i dels elements espirituals que la ciència materialista nega, tot i que sovint cita la ciència per donar suport a les seves idees. No ha sotmès els seus escrits a revisió per parells ni han estat publicats en revistes acadèmiques.
També ha escrit dues novel·les de fantasia i, l’any 2013, va fer una conferència TEDx controvertida en què defensava l’ús de la beguda psicoactiva ayahuasca. Les seves idees han estat objecte de diverses pel·lícules i de la sèrie de Netflix Ancient Apocalypse (2022). Hancock apareix sovint al podcast The Joe Rogan Experience per promocionar les seves teories.